# Grupul Japonez

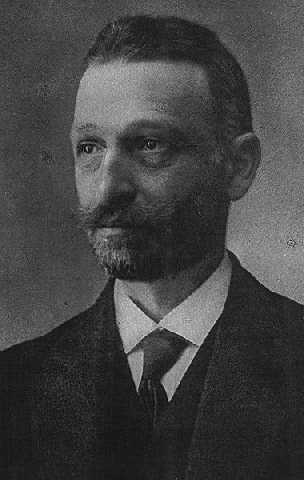
Dimitrios Gounaris

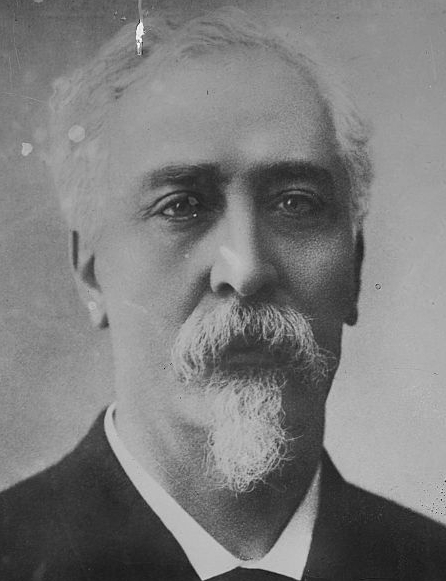
Stephanos Dragoumis

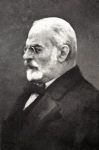
Petros Protopapadakis

Grupul japonez (în greacă Ὀμάς Ἰαπώνων) a fost numele neoficial al unui grup politic din Parlamentul Elen în perioada 1906 – 1908. 

## Nume
Cu toate că acest grup a fost creat în iunie 1906 după alegerile parlamentare din acel an, numele său popular i-a fost dat de jurnalistul Vlasis Gavriilidis, într-un articol din ziarul Akropolis din 10/23 februarie 1907, unde a asemănat combativitatea lor cu ferocitatea afișată de soldații japonezi în timpul recentului război ruso-japonez . 

## Membri
Membrii grupului au fost:  Stefanos Dragoumis (Στέφανος Δραγούμης), parlamentar de Atticoboeotia, din partidul lui Charilaos Trikoupis;  Dimitrios Gounaris (Δημήτριος Γούναρης), parlamentar independent de Patras, provenind din partidul lui Georgios Theotokis; Petros Protopapadakis (Πέτρος Πρωτοπαπαδάκης), parlamentar de Ciclade, din partidul lui Theodoros Diligiannis; Charalambos Vozikis, parlamentar independent de Kynouria, provenind din partea partidelor Diligiannis și Alexandros Zaimis;  Apostolos Alexandris, parlamentar independent din partea Prefecturii Karditsa, ales pentru prima dată în 1906; Emmanouil Repoulis, parlamentar de Ermionida, din partea partidului Diligiannis și Andreas Panagiotopoulos, parlamentar de Aigialeia.
Bătrânul Theotokis era liderul grupului, dar adevărata forță motrice a fost Dimitrios Gounaris, un tânăr avocat, care a fost influențat de experiențele sale în timpul studiilor sale în Franța și Germania, în special de legislația socială bismarck-iană. Petros Protopapadakis a fost un inginer și a rămas cel mai apropiat colaborator al lui Gounaris pentru tot restul carierei lor, timp ce Charalambos Vozikis s-a remarcat prin faptul că a fost ales în Parlamentul Elen la doar 27 de ani.
Grupul era format din membri ai diverse partide și orientări politice. Acest lucru a împiedicat unirea lor într-un partid politic distinct, însă „japonezii” înșiși par să fi nu încercat niciodată o astfel de transformare, de exemplu nu au încercat să deschidă grupul pentru a deveni un adevărat partid al maselor. Gounaris a încercat prin acest grup să joace un rol principal în parlament.

## Obiective
Scopul principal al „japonezilor” a fost să gestioneze criza politică a Greciei în urma falimentului de stat din 1893, înfrângerea în războiul greco-turc din 1897 și impunerea controlului financiar internațional în perioada următoare. „Japonezii” au criticat establishmentul politic și alternanța fără niciun rezultat a partidelor la putere. Ei au propus politici de modernizare radicală, precum și menținerea unei retorici anti-elitiste și anticorupție, care vizează păstrarea valorilor morale. 

## Dizolvare
Grupul a fost dizolvat atunci când premierul Georgios Theotokis a oferit funcții în cabinetul său lui Gounaris, Protopapadakis și Repoulis în iunie 1908, funcții pe care doar primii doi le-au acceptat. Gounaris a fost numit ca ministru al Finanțelor, dar în timpul discuțiilor privind bugetul a fost criticat atât de sever de foștii săi colaboratori, încât a demisionat. În ciuda eșecului său, „Grupul japonez” a servit totuși ca un suport al reformei politice, care a urmat după Răscoala Ateniană din Goudi din 1909 și ascensiunea lui Eleftherios Venizelos la putere. 